# Happy Family
Happy Family é uma sitcom estadunidense de curta duração, exibida originalmente pela NBC entre os anos de 2003 e 2004.

## Sinopse
Peter e Annie Brennar são um casal diferente, não se importando muito com o que os outros fazem normalmente nas mesmas situações que eles, porém, quando o filho mais novo deles, Tim, é expulso da faculdade local, eles não podem escapar dos deveres da paternidade. O filho mais velho, Todd, também tem seus problemas, e decide se separar de sua esposa apenas alguns dias antes do casamento. A filha do casal, apesar de bem-sucedida, não consegue um relacionamento estável com nenhum homem, e socializa apenas com o seu papagaio. Como se isto já não fosse o bastante, Tim se muda para a casa de Susan, uma mulher de meia-idade e amiga da família. Ao tentar resolver todos os problemas que vão se colocando à frente, Peter e Annie acabam por ver que ficaram mais próximos de seus filhos nestes momentos, mais que em qualquer outros.

## Elenco
- John Larroquette.... Peter Brennan
- Christine Baranski.... Annie Brennan
- Jeff Bryan Davis.... Todd Brennan
- Melanie Deanne Moore.... Sara Brennan
- Tyler Francavilla.... Tim Brennan
- Susan Gibney.... Maggie Harris

## Episódios
Happy Family consistiu de uma única temporada completa, com 22 episódios.